# Anna-Maria Böhm

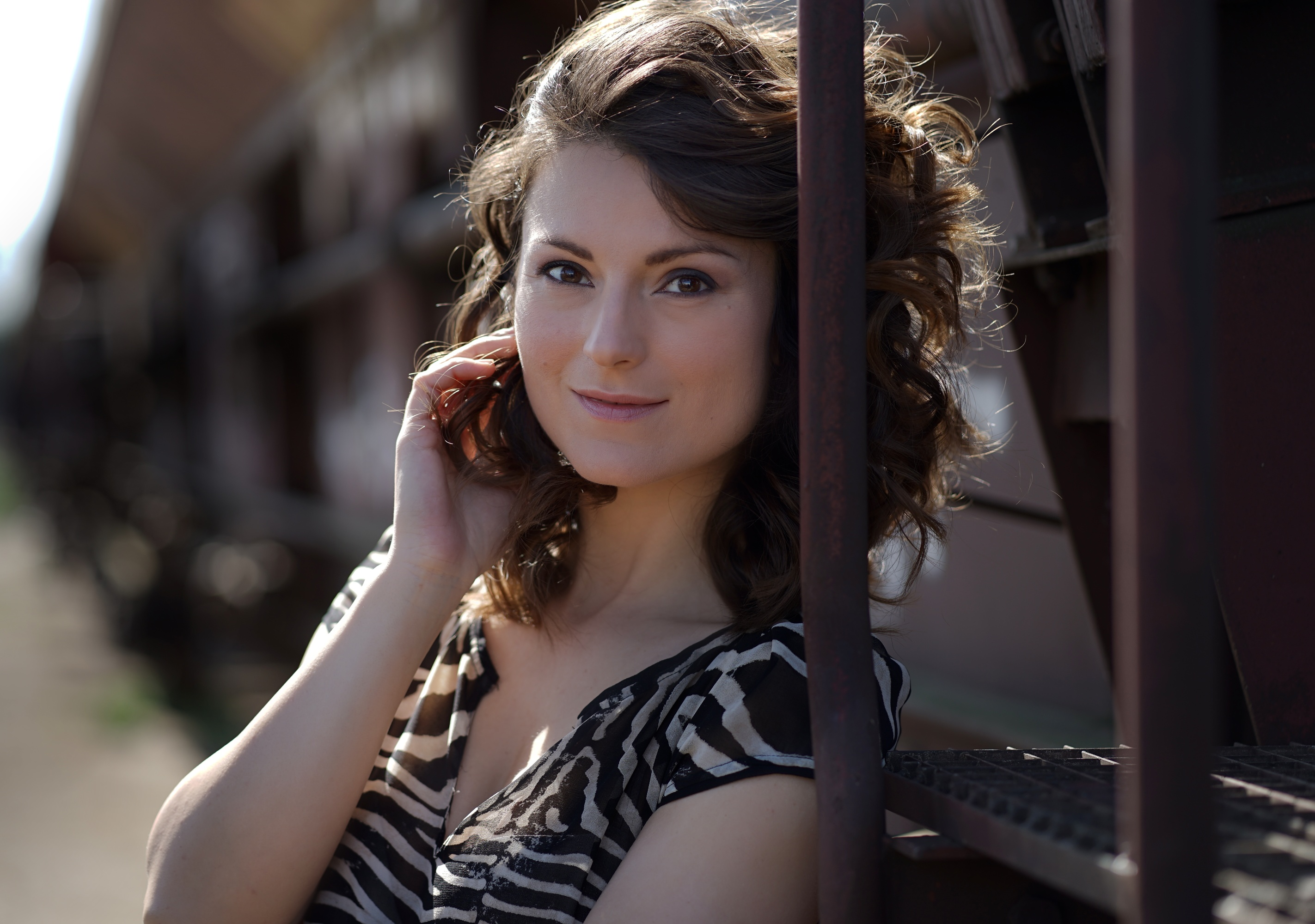
Anna-Maria Böhm (2019)

Anna-Maria Böhm (* 1989 in Bukarest, Rumänien) ist eine deutsche Schauspielerin, Drehbuchautorin, Sprecherin, Model und Moderatorin.

## Werdegang
Böhm wurde 1989 in Rumänien geboren. Im Alter von zwei Jahren kam sie 1991 mit ihren Eltern nach Deutschland.  Zwischen 2010 und 2012 absolvierte sie an der Film Acting School Cologne in Köln eine Schauspielausbildung, wo sie heute noch wohnt. Sie studierte von 2021 bis 2023 MA Serial Storytelling an der ifs internationale filmschule köln und ist nun auch als Drehbuchautorin tätig. Ihre erste alleine entwickelte Serie Und Bitte! stellte sie im Juni 2023 auf dem Seriencamp in Köln vor.

## Filmografie (Auswahl)
- 2010: Rabenschwarz
- 2011: Blink
- 2011: Töchter
- 2012: Glückskekse
- 2012: Pour l’amour du Jeu – Aus Liebe zum Spiel
- 2012: Zweimal über den Horizont
- 2014: Voll Paula!
- 2014: There Was To Be Peace (Web Series)
- 2015: Faust – Im Schatten der Nation
- 2017: Voll Rita!
- 2018, 2019: Aktenzeichen XY... ungelöst
- 2018: Flames